# Phalops ardea
Phalops ardea là một loài bọ cánh cứng trong họ Bọ hung (Scarabaeidae).